# Freeport (Illinois)
Freeport és una població dels Estats Units a l'estat d'Illinois. Segons el cens del 2006-2008 tenia 24.299 habitants.

## Demografia
Segons el cens del 2000, Freeport tenia 26.443 habitants, 11.222 habitatges, i 6.845 famílies. La densitat de població era de 894,8 habitants/km².
Dels 11.222 habitatges en un 28,4% hi vivien nens de menys de 18 anys, en un 45,1% hi vivien parelles casades, en un 12,6% dones solteres, i en un 39% no eren unitats familiars. En el 33,7% dels habitatges hi vivien persones soles el 15,1% de les quals corresponia a persones de 65 anys o més que vivien soles. El nombre mitjà de persones vivint en cada habitatge era de 2,29 i el nombre mitjà de persones que vivien en cada família era de 2,93.
Per edats la població es repartia de la següent manera: un 24,5% tenia menys de 18 anys, un 8,5% entre 18 i 24, un 27,8% entre 25 i 44, un 21,2% de 45 a 60 i un 18,1% 65 anys o més.
L'edat mediana era de 38 anys. Per cada 100 dones de 18 o més anys hi havia 83,8 homes.
La renda mediana per habitatge era de 35.399 $ i la renda mediana per família de 43.787 $. Els homes tenien una renda mediana de 35.870 $ mentre que les dones 25.095 $. La renda per capita de la població era de 18.680 $. Aproximadament el 9,9% de les famílies i el 13,1% de la població estaven per davall del llindar de pobresa.

## Persones il·lustres
- Calista Flockhart (1964), actriu.

## Poblacions properes
El següent diagrama mostra les poblacions més properes.